# Michael Beck (Orientalist)

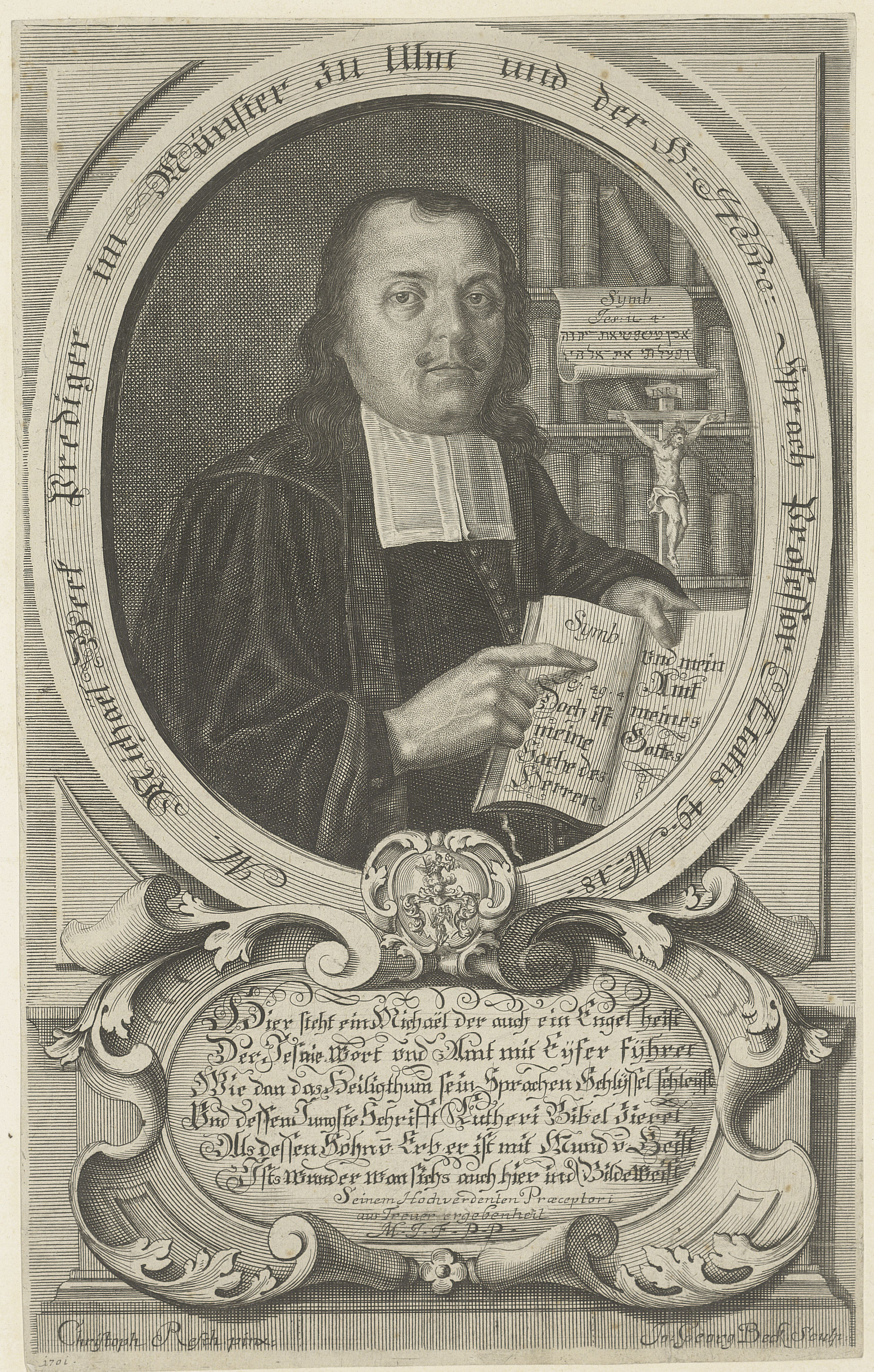
Michael Beck, Kupferstich von Johann Georg Beck, 1701

Michael Beck (* 14. Januar 1653 in Ulm; † 10. März 1712 ebenda) war ein deutscher Prediger und Orientalist.  

## Leben
Beck besuchte ab 1659 das Gymnasium in Ulm, wo ihn Jakob Honold mit orientalischen Sprachen bekannt machte. 1672 ging Beck an die Universität Jena, wo er beim Orientalisten Johann Frischmuth lernte. 1674 legte er seine Magisterprüfung ab. 1680 ging er nach Straßburg, wo er im Jahr darauf noch acht Tage vor dem Übergang der Stadt an Frankreich im Münster predigte. 1682 kehrte er nach Ulm zurück, wo er am Gymnasium orientalische Sprachen unterrichtete und gleichzeitig Pfarrer in Jungingen war. 1695 wurde er Prediger im Ulmer Münster. 

## Veröffentlichungen (Auswahl)
- de Potentiis, Quibus Extra Unionem Gaudet Anima Rationalis. Typis Bauhoferianis, Jena 1673 (Digitalisat).
- Observationes Philologico-Criticae, Eaeque Graecae, Hebraicae, Samaritanae, Chaldaicae, Talmudicae, Rabbinicae, Syriscae, Arabicae, Aethiopicae, Persicae, Aegyptiacae, una cum Accentuatoriis. Krebs, Jena 1674 (Digitalisat).
- Suscitabulum Horologio Schikhardiano aptatum sive Auctarium Institutionum B. W. Schickh. Novissimum, Complectens I. Singularum ferè Regularum Supplementa, interque ea Accentuationis Ebraicæ Doctrinam XIIX. Tabellis comprehensam; II. Indicem 2350 Anomalorum & difficiliorum Vocabulorum, cum remissionibus numericis ad Regulas Schikhardianas. Wagner, Ulm 1696.
- Das Wunderbar gerettete Jerusalem: Bey der So wunderbar erfolgten Erlösung Deß Ulmischen Sions, In einer Danck-Predigt ... Son[n]tags den 14. Septemb. A. C. 1704 in dem allhiesigem Münster ... fürgestellet. Bartholomaei, Ulm 1704 (Digitalisat).
- Das Christ-freudige Prediger-Hertz, Bey Christ-ansehnlicher Leich-Bestattung, Deß weyland Wohl-Ehrwürdigen und Wohl-gelehrten Herrn M. Carl Ludwig Strohmeyers, Geweßten viel-Jährigen Treu-eyfrigen Predigers im Münster, weit-berühmten Prof.Metaphys. und wohl-meritirten deß Löbl. Eh-Gerichts allhier Assessoris : welcher Donnerstags Den 10. Julii dieses 1704ten Jahrs,Abends zwischen 5. und 6. Uhr in seinem Herrn und Erlöser Christo Jesu sanfft und seelig eingeschlaffen, und darauff Montags den 14. hujus Christlich zur Erden bestattet worden. Wagner, Ulm 1704 (Digitalisat).